# القلعة (المخادر)

تعديل مصدري - تعديل

القلعة هي إحدى قرى عزلة بني سرحة بمديرية المخادر التابعة لمحافظة إب، بلغ تعداد سكانها 1421 نسمة حسب تعداد اليمن لعام 2004.